# Jouac
Jouac (en occitano Joac) es una comuna francesa situada en el departamento de Alto Vienne, en la región de Nueva Aquitania.

## Demografía
| 404 | 402 | 341 | 311 | 224 | 206 | 208 | 179 |
| Para los censos de 1962 a 1999 la población legal corresponde a la población sin duplicidades (Fuente: INSEE [Consultar]) |     |     |     |     |     |     |     |

## Economía
Sus minas de uranio cerraron en 2001 por falta de rentabilidad.